# Каплиця РКЦ (Мартинівка)
Каплиця РКЦ — недіюча римсько-католицька церква в селі Мартинівці Тернопільської области України.

## Відомості
У 1930-і—1934 рр. зусиллями о. Петра Соколовського збудовано та освячено філіальну муровану каплицю.
У радянський період святиня використовувалася як склад, а потім — спортзал (1986—1991). З 1991 р. каплиця у власности православної громади, яка її відремонтувала і частково перебудувала.

## Настоятелі
- о. Петро Соколовський.